# 秋山川 (埼玉県)
秋山川（あきやまがわ）は、埼玉県本庄市を流れる利根川水系の一級河川。

## 概要
本庄市児玉町秋山地区の陣見山の十二天嗣付近に源を発し、児玉丘陵内を南から北に向かって流れる。源流点付近には十二天池がある。字陣街道で小山川に合流する。途中、児玉用水が伏せ越しで交差する。
水量は多くなく、川底には雑草が生い茂る。支流の水押川には川沿い1kmにわたって曼珠沙華が10万本自生しており観光地となっている。

## 周辺
- 児玉カントリー倶楽部
- 児玉駅
- 秋山古墳群
- 河原神社

## 支流
- 水押川

## 橋梁
- 秋山橋[3]
- 庚申橋

名前の付いた橋は少ない。